# Scopanta expansitarsis
Scopanta expansitarsis là một loài bọ cánh cứng trong họ Cerambycidae.